# Vestre (Sydslesvig)
 For alternative betydninger, se Vestre. (Se også artikler, som begynder med Vestre)
Vestre (dansk) eller Westre (tysk) er en landsby og kommune beliggende på gesten få km syd for Tønder ved den dansk-tyske grænse. Administrativt hører kommunen under Nordfrislands kreds i den tyske delstat Slesvig-Holsten. Kommunen samarbejder på administrativt plan med andre kommuner i omegnen i Sydtønder kommunefællesskab (Amt Südtondern). I kirkelig henseende hører Vestre under Ladelund Sogn. Sognet lå i Kær Herred (Tønder Amt), da Slesvig var dansk indtil 1864.
Landsbyen er i nord og øst omgivet af flere moseområder som Svanemose, Tranemose og Sortbjerg Mose.
Vestre er første gang nævnt 1352. Stednavnet forklares ved landsbyens beliggenhed på en hede i sognets vestlige del. Måske er navnet sammentrukket af vester og -hede eller -rød. På dansk findes også den ældre form Væstre.